# 東京都道新宿副都心十二号線

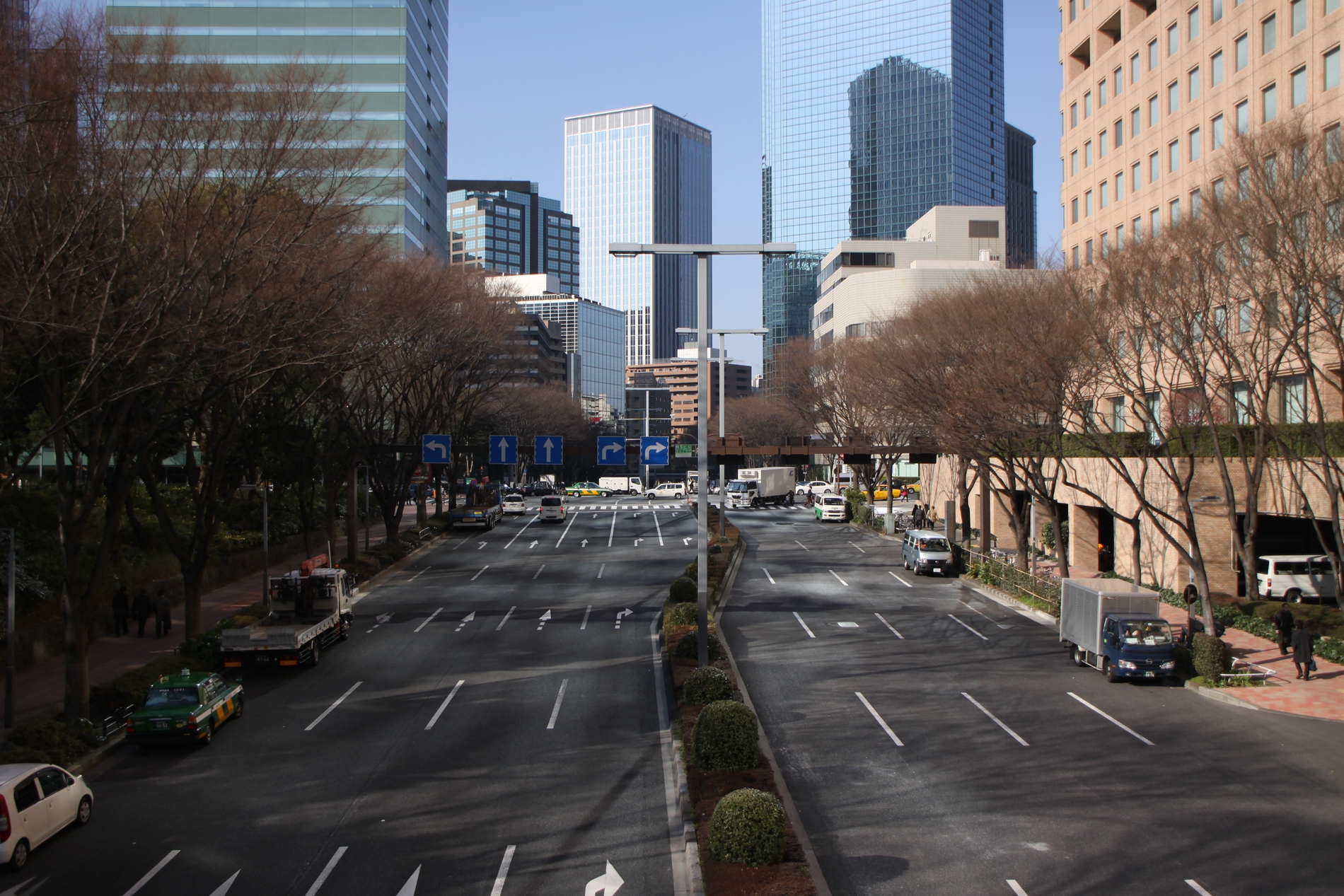
公園通り

東京都道新宿副都心十二号線（とうきょうとどう しんじゅくふくとしん12ごうせん）は、東京都新宿区の特例都道である。通称は「公園通り」。

## 概要
西新宿の副都心を南北に貫いている。整理コードは3512。

### 路線データ
- 起点 : 東京都新宿区西新宿二丁目（西新宿三交差点）
- 終点 : 東京都新宿区西新宿六丁目（成子天神下交差点）
- 路線延長 : 1,001 m
- 通過する自治体 : 東京都新宿区

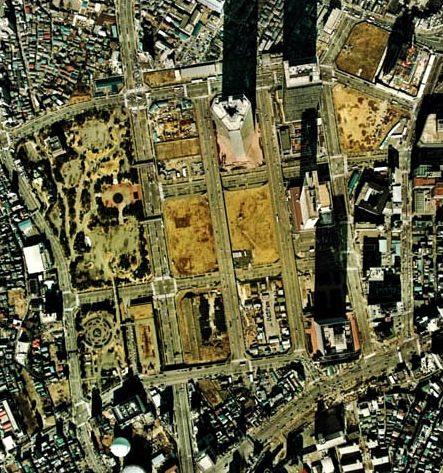
1974年の空中写真。3×3の敷地の左端、縦方向の道路が公園通り。
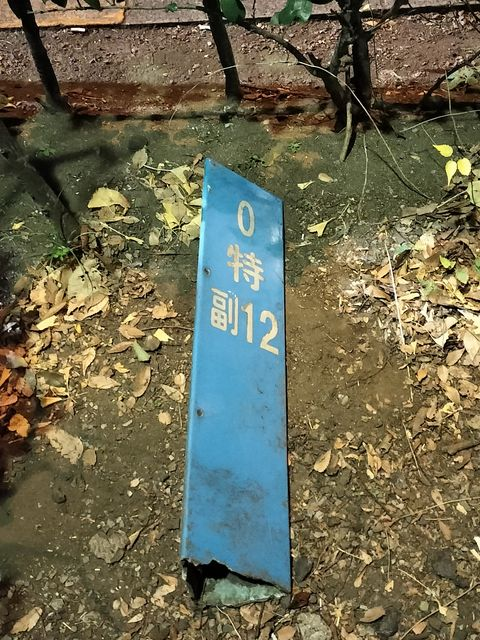
起点を示す「0km」の距離標[注 2]。

## 歴史
淀橋浄水場廃場に伴う、西新宿地区の再開発により設置された。
- 1960年（昭和35年）6月15日 - 東京都市計画道路事業の新宿副都心街路第十二号線として、事業開始[1]。
- 1965年（昭和40年）3月31日 - 淀橋浄水場が廃場となる。
- 1987年（昭和62年）8月10日 - 新宿副都心街路として、日本の道100選に選出。

## 交差する道路
- 国道20号（甲州街道） - 起点、西新宿三丁目交差点
- 首都高速4号新宿線 新宿出入口
- 東京都道新宿副都心二号線（南通り） - 立体交差、角筈橋
- 東京都道新宿副都心三号線（ふれあい通り） - 新宿中央公園南交差点
- 東京都道新宿副都心四号線（中央通り） - 新宿中央公園前交差点
- 東京都道新宿副都心五号線（北通り） - 新宿中央公園北交差点
- 東京都道4号東京所沢線（青梅街道） - 終点、成子天神下交差点

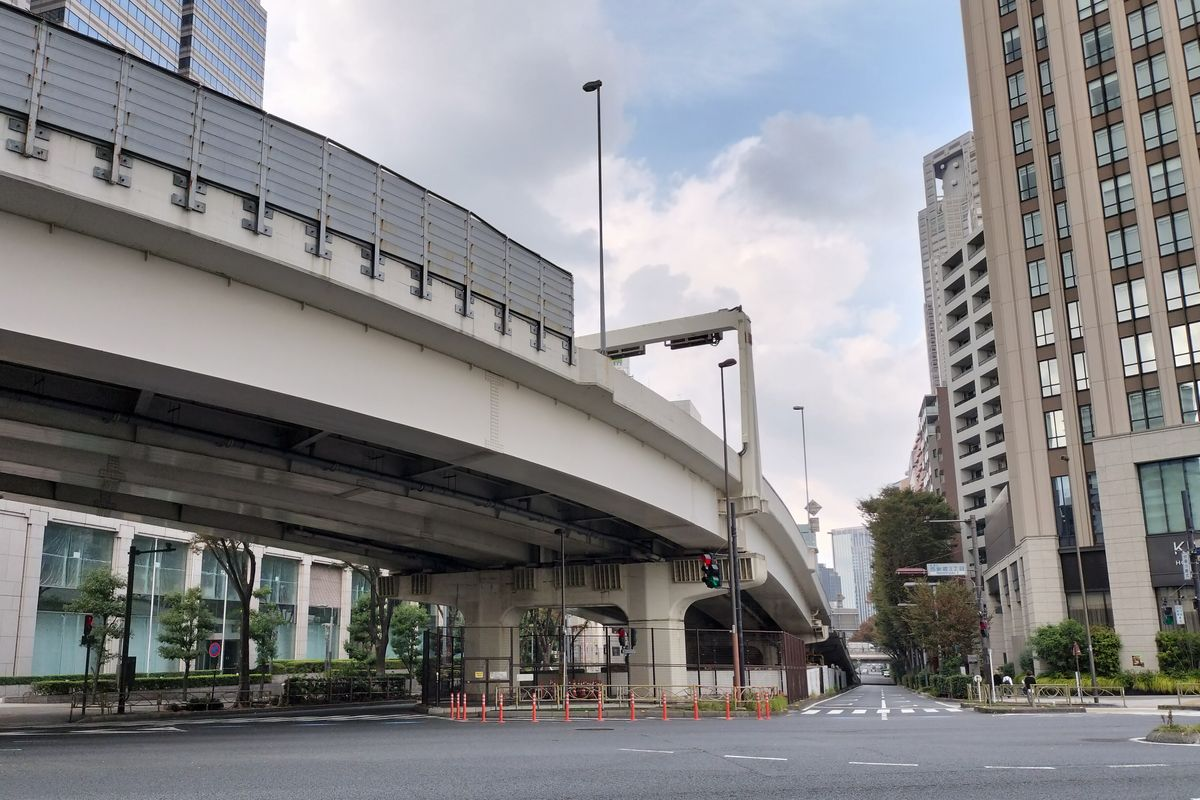
起点である西新宿三丁目交差点
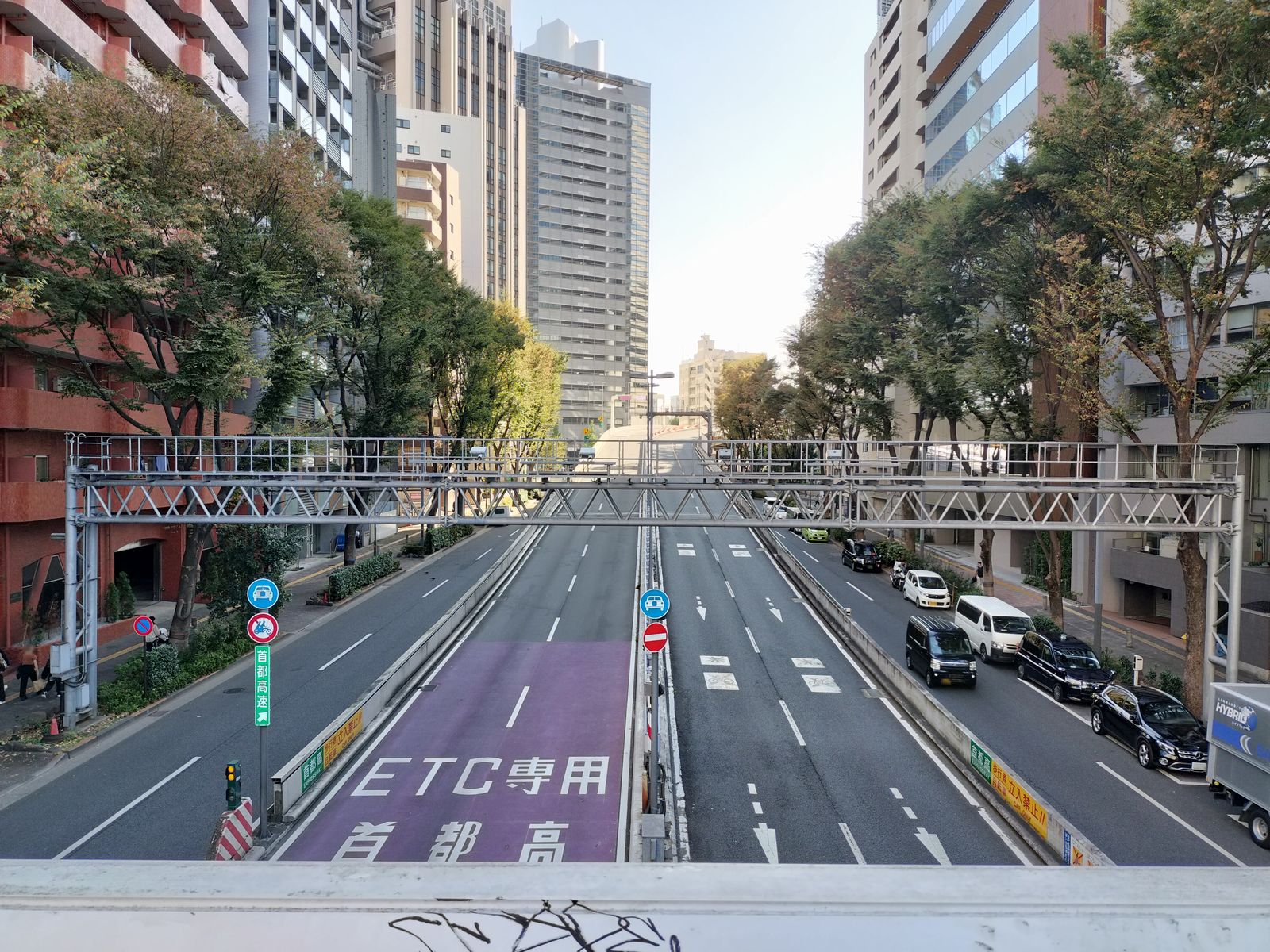
新宿出入口（角筈橋から南を見る）
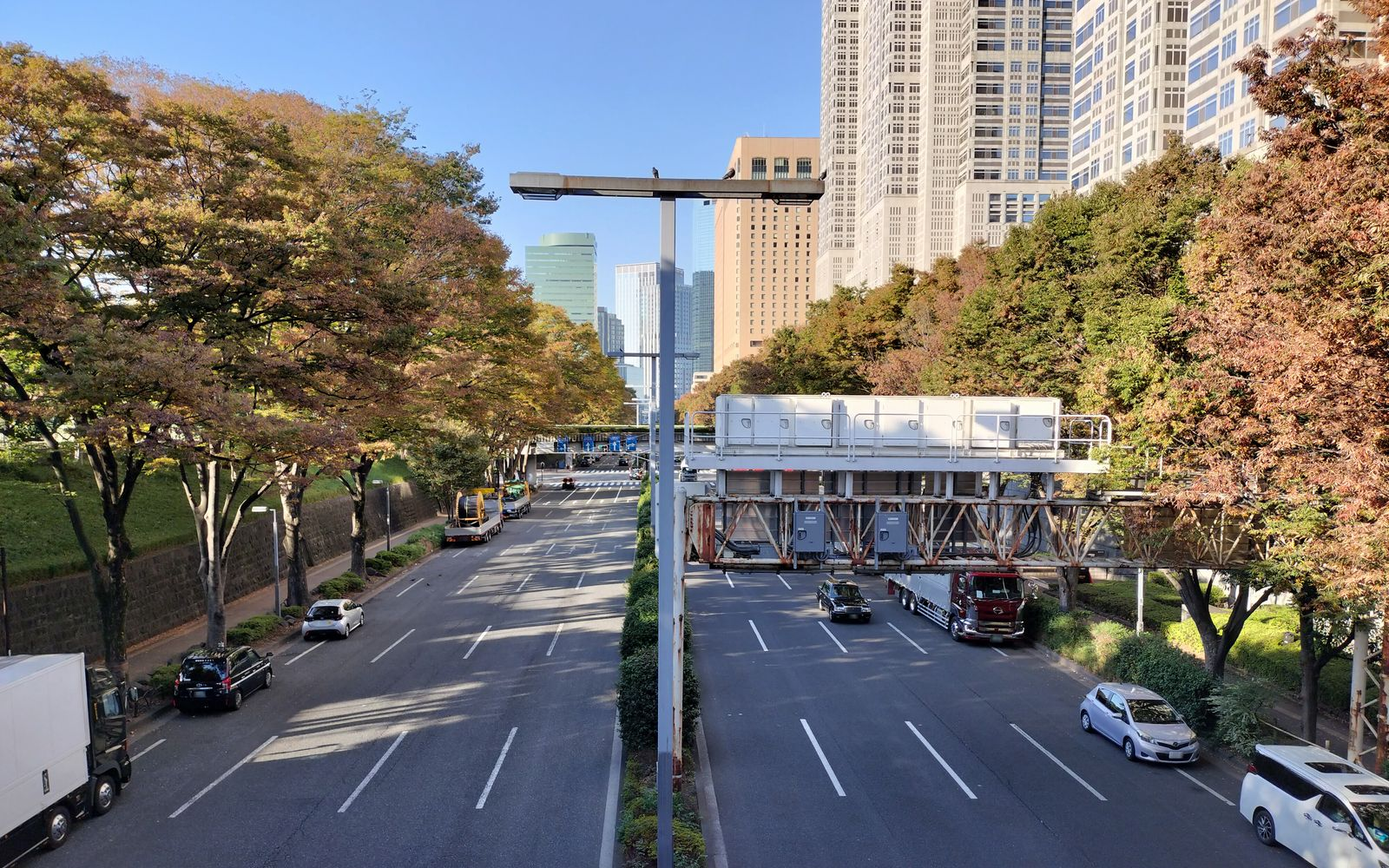
新宿中央公園と都庁の間（角筈橋から北を見る）
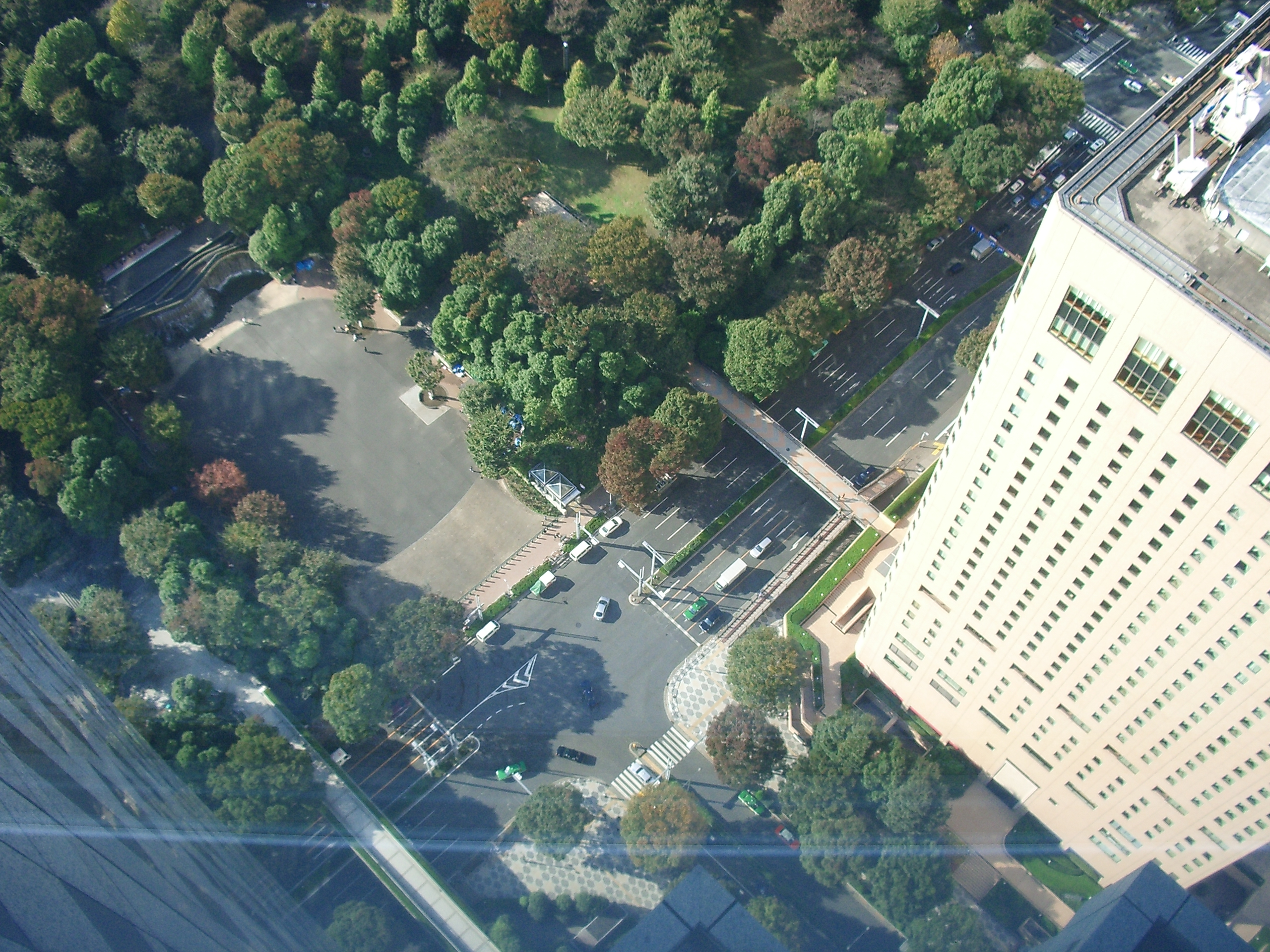
新宿中央公園前交差点（都庁展望室から見る）
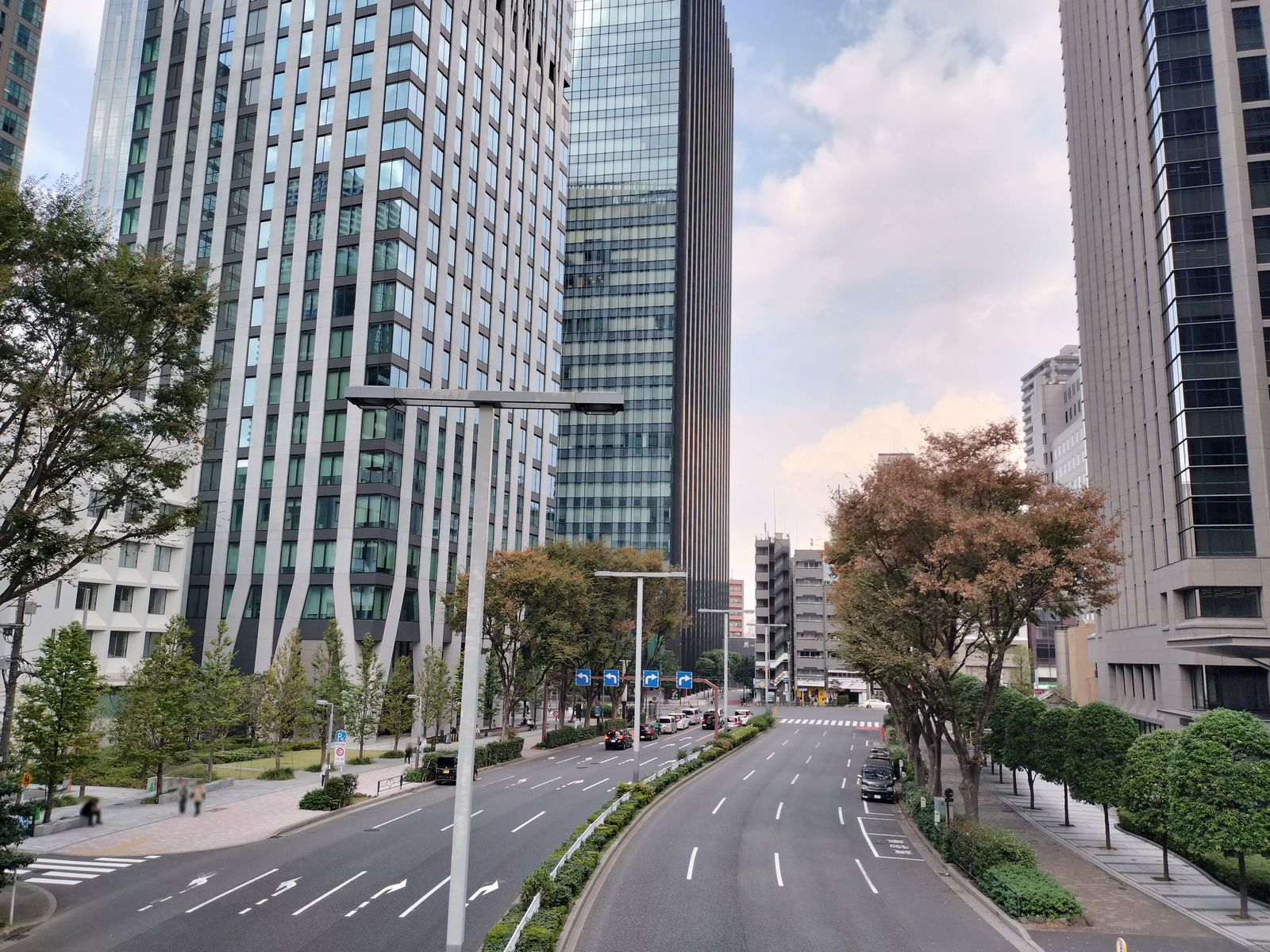
終点である成子天神下交差点（淀橋歩道橋から見る）
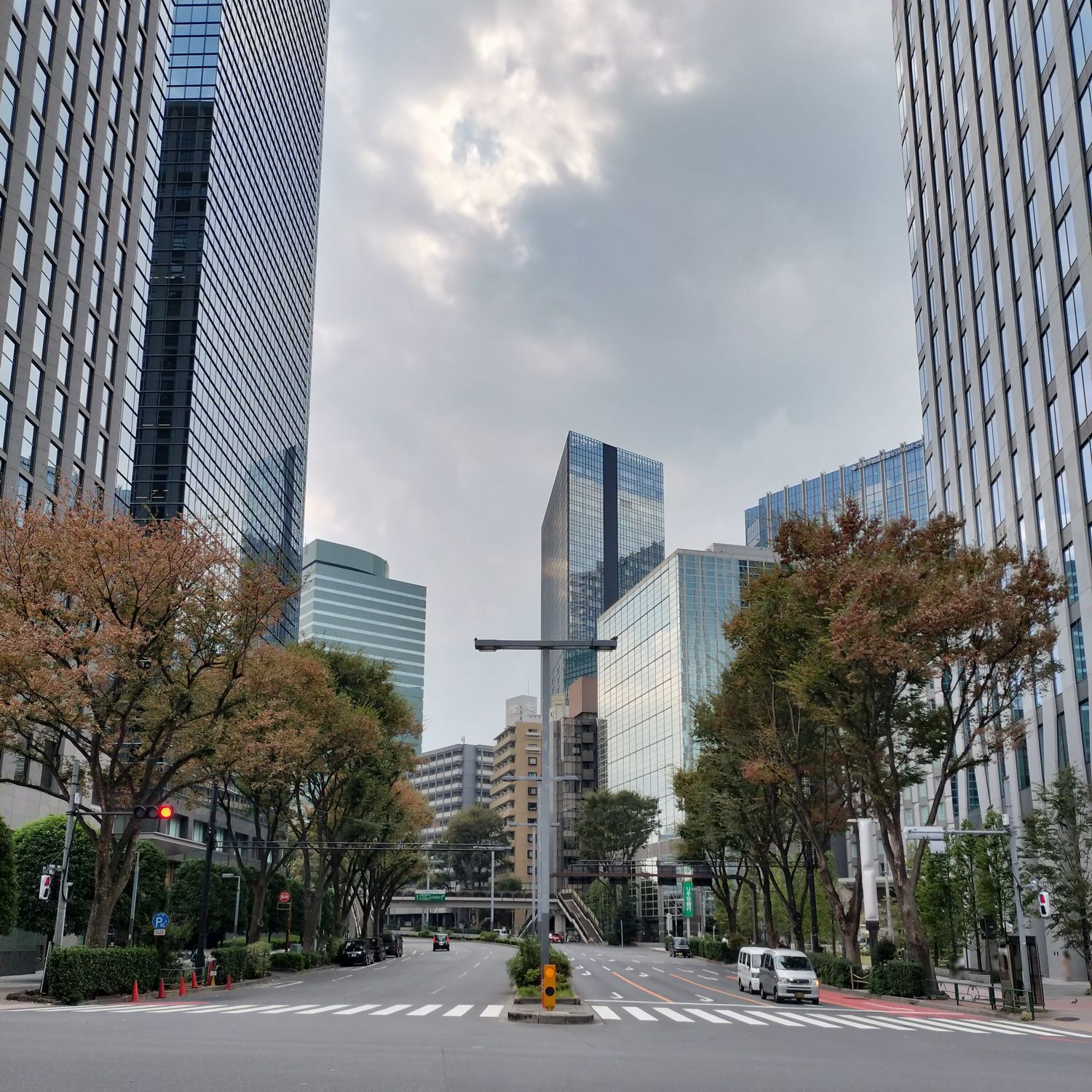
成子天神下交差点（北から見る）

## 沿道の施設
- 南
  - 新宿パークタワー

- 中央
  - 東京都庁
  - 新宿中央公園
  - ハイアットリージェンシー東京
  - 新宿第一生命ビルディング

- 北
  - ヒルトン東京
  - 新宿グリーンタワービル
  - 新宿オークシティー

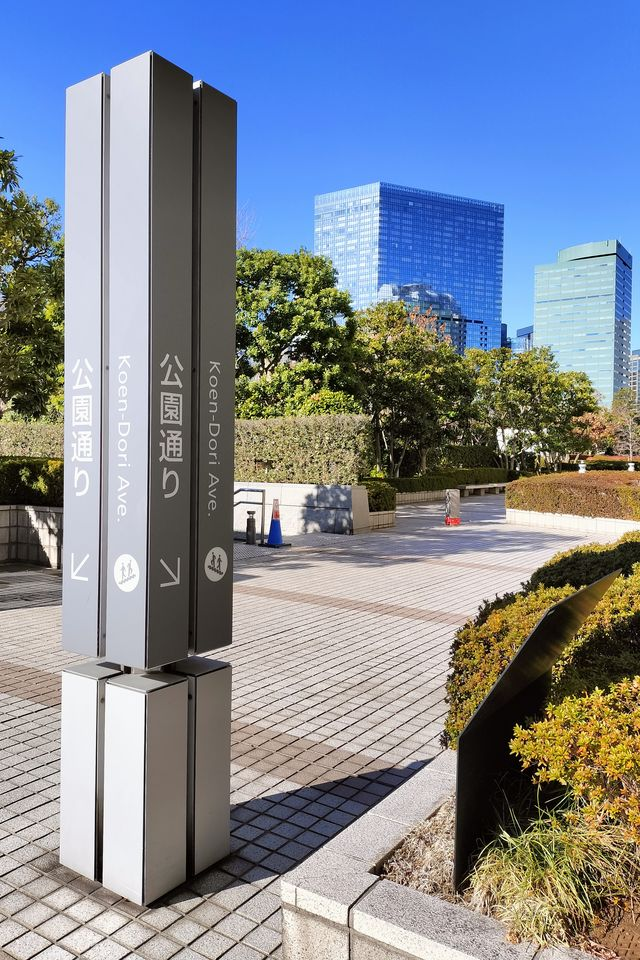
都庁第一本庁舎の2階デッキにある案内。
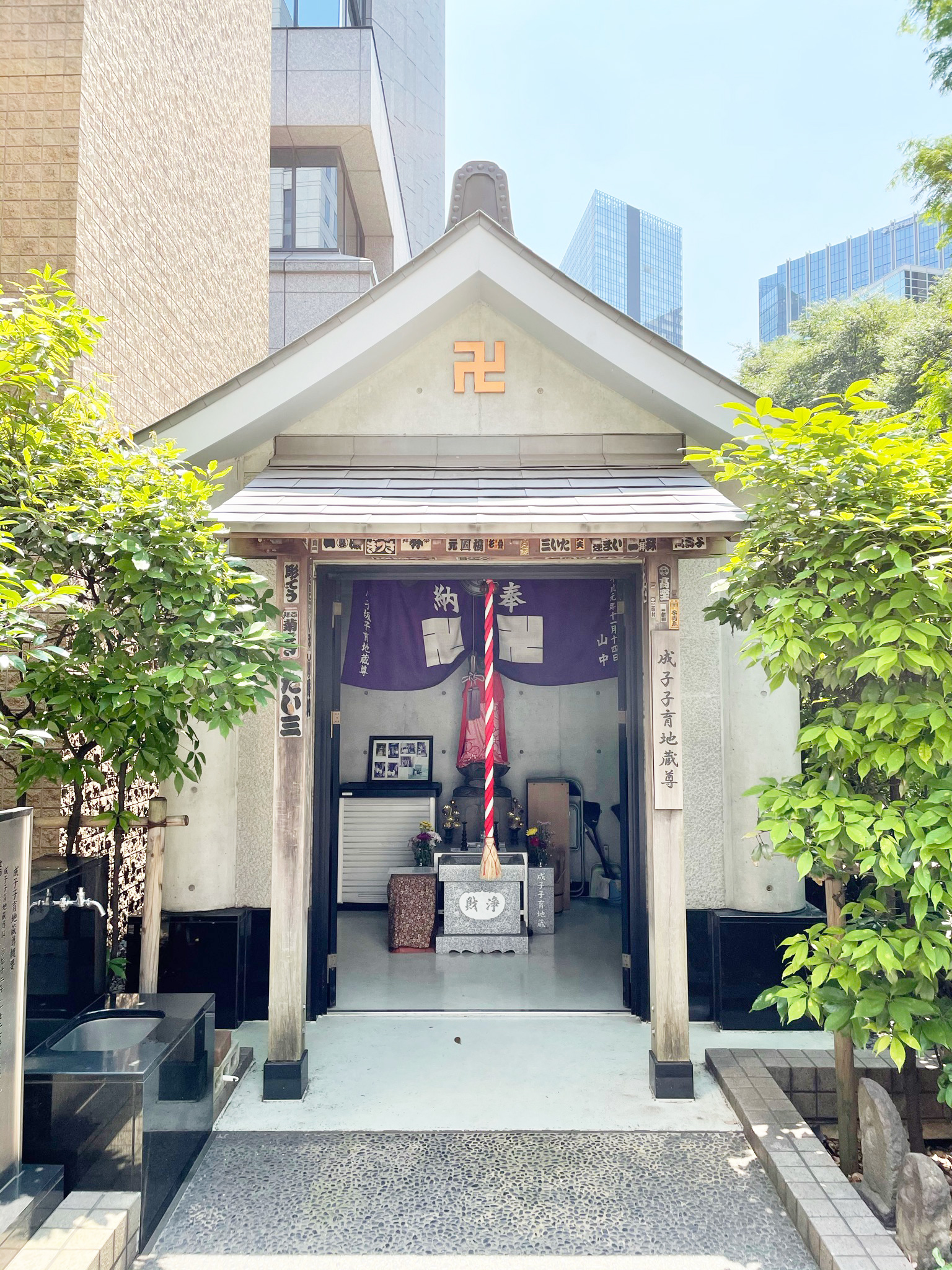
成子子育地蔵尊。オークシティーの北西角にある。

## 関連施設
- 橋
  - 角筈橋

- 歩道橋
  - 水の橋 - 都庁第二本庁舎と淀橋給水所前を結ぶ。
  - 緑の橋 - 都庁第一本庁舎の南と新宿中央公園を結ぶ。
  - 虹の橋 - 都庁第一本庁舎の北と新宿中央公園を結ぶ。
  - 公園北歩道橋 - ハイアットリージェンシー側と新宿中央公園を結ぶ。
  - 淀橋歩道橋

- 駅
  - 都営大江戸線 都庁前駅

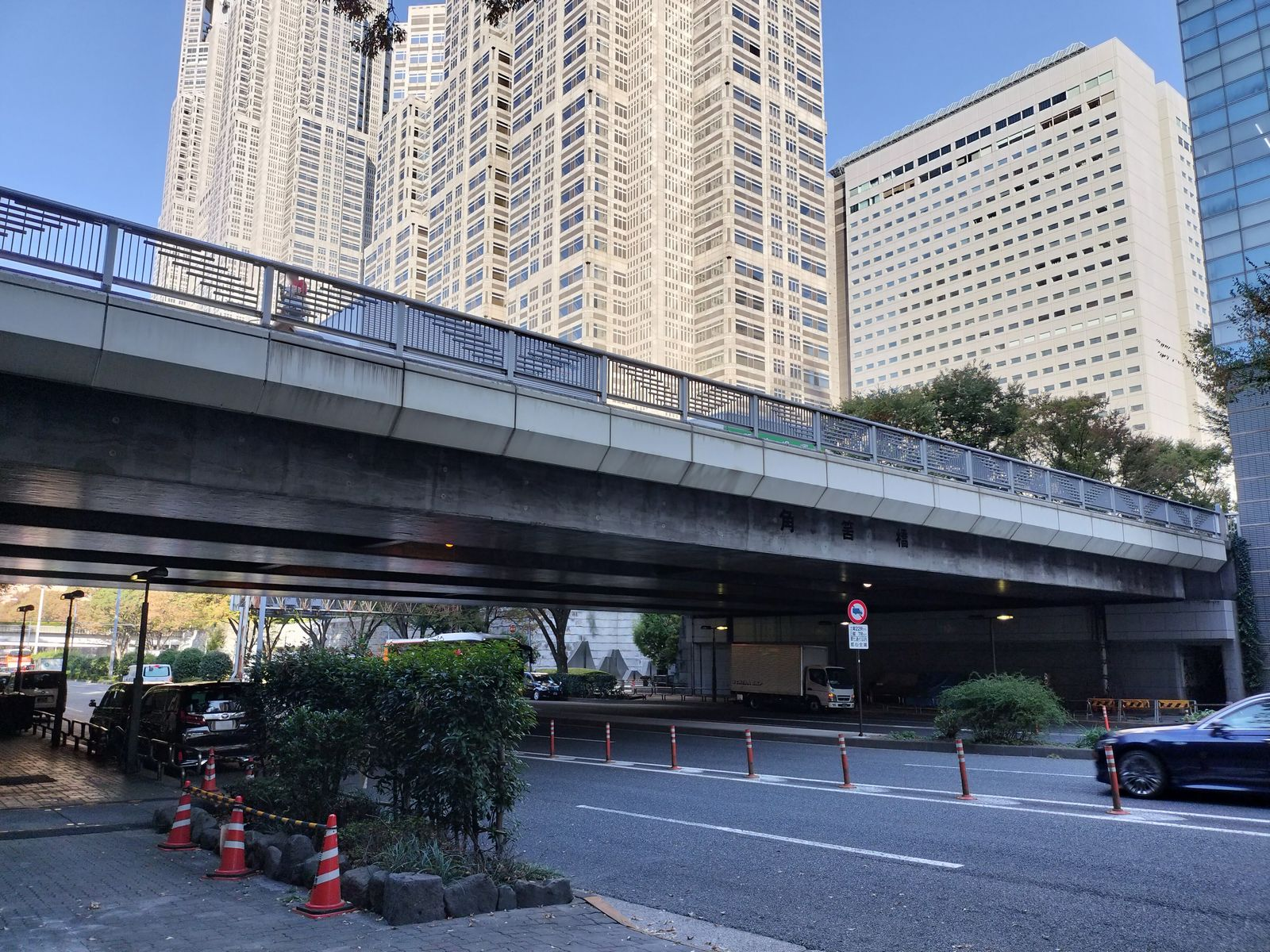
角筈橋（下が公園通り）
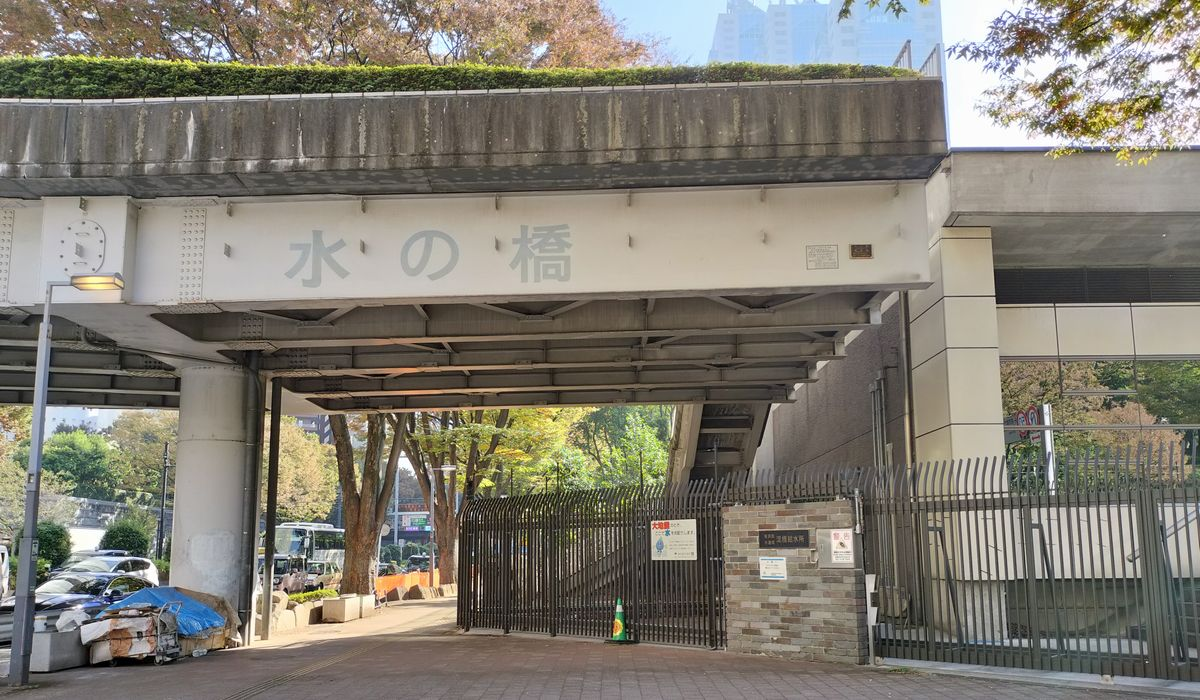
水の橋
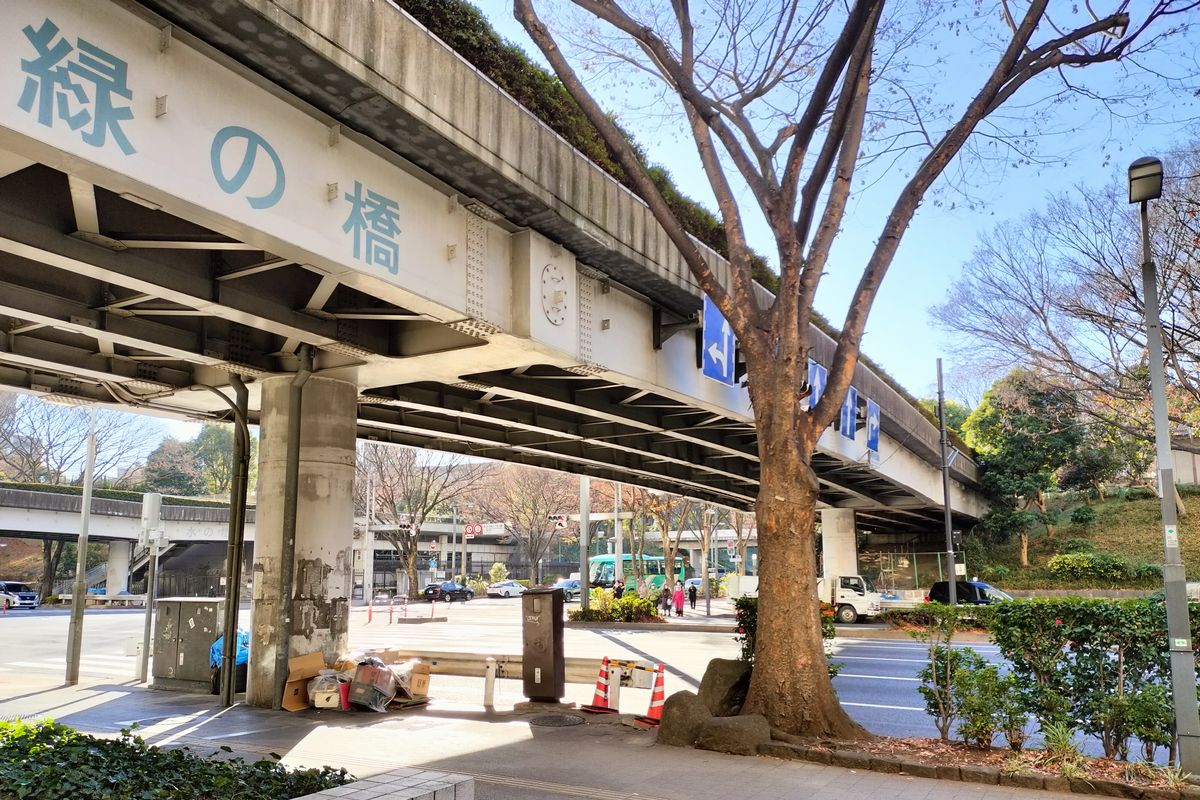
緑の橋
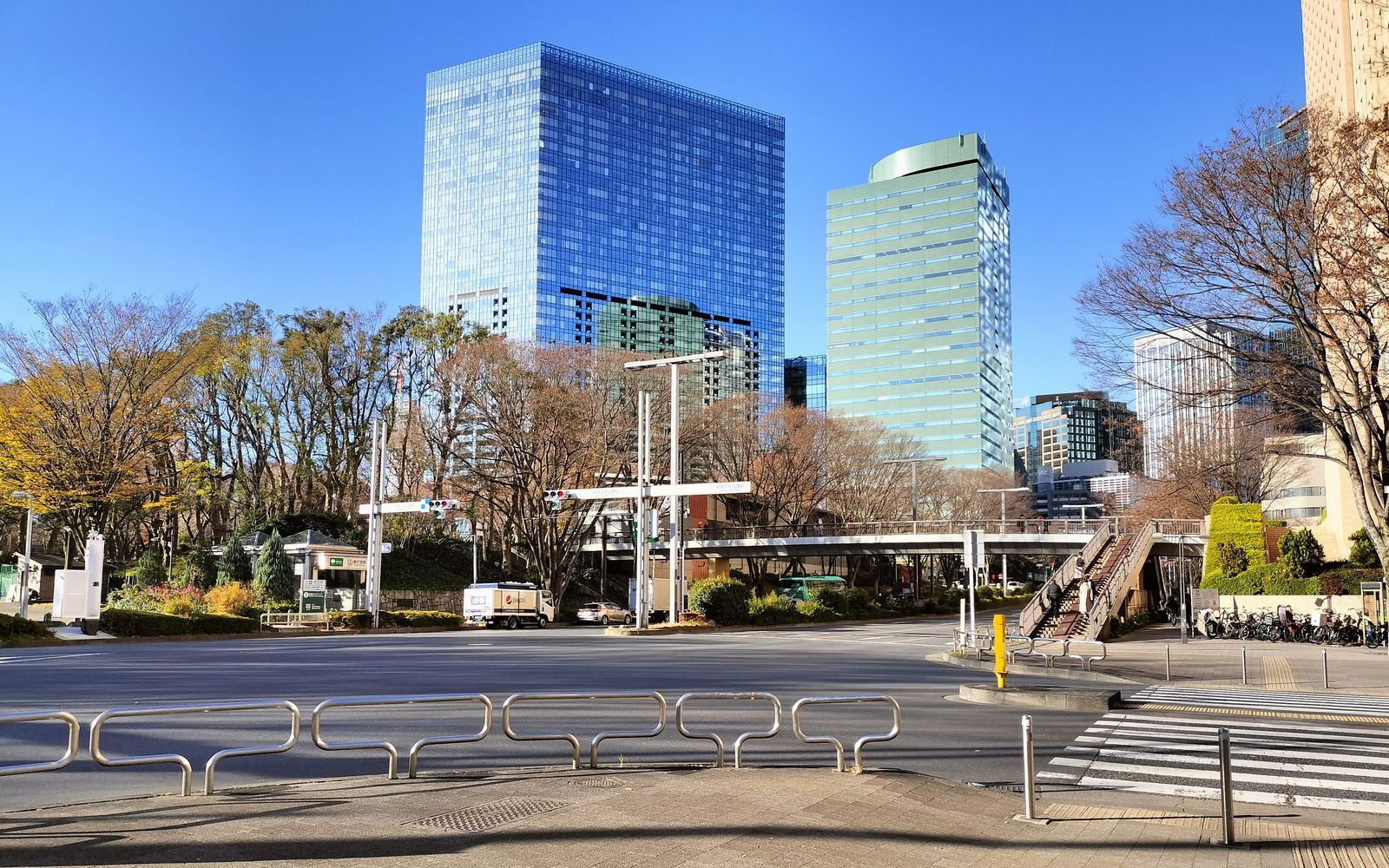
公園北歩道橋
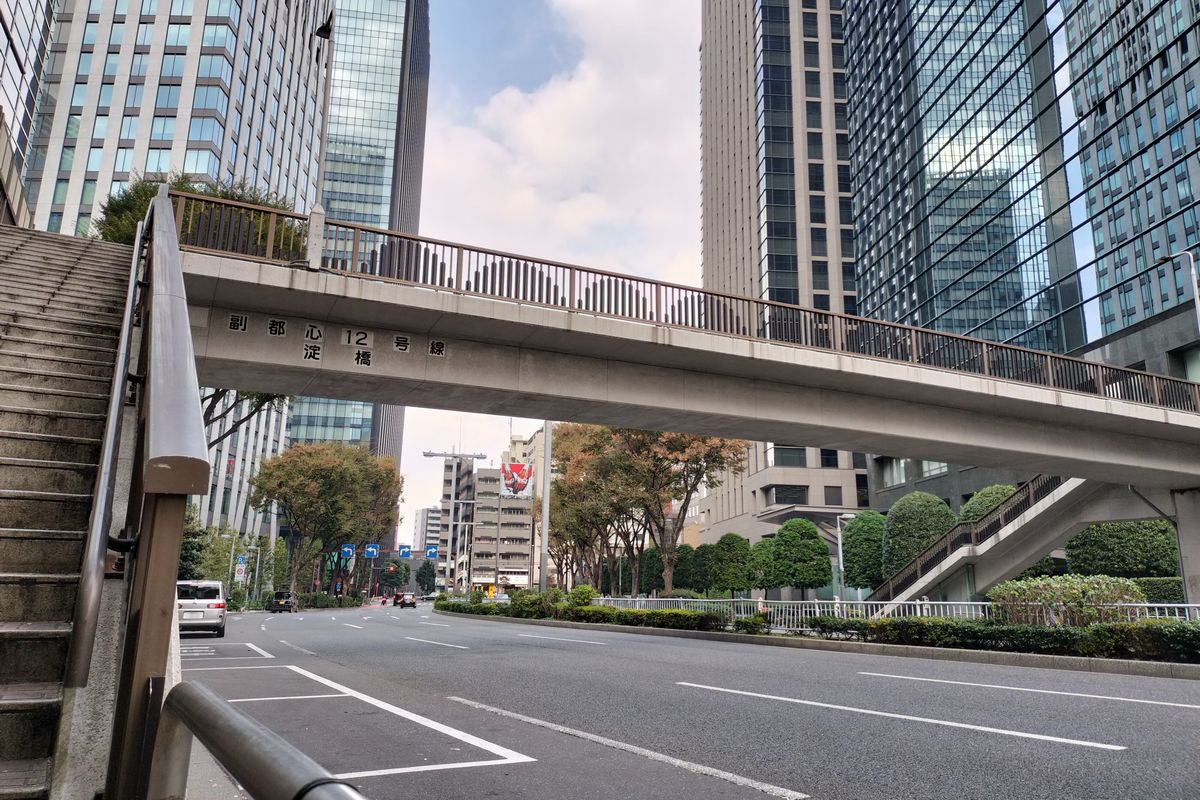
淀橋歩道橋

## 関連道路
- 東京都道新宿副都心八号線
- 東京都道新宿副都心九号線（東通り）
- 東京都道新宿副都心十号線（議事堂通り）
- 東京都道新宿副都心十一号線（都庁通り）
- 東京都道新宿副都心十三号線（十二社通り）